# 春田菜菜
春田菜菜 （春田 なな，1985年6月30日—）是日本漫畫家。新潟縣上越市柿崎區出生，血型O型，身高156公分。「春田菜菜」為筆名，本名「山下由紀」，台灣大然文化曾翻譯其名為「春田奈奈」。

## 經歷
2000年，以短篇處女作品《愛的♥愛的記號》（愛の♥愛のしるし）於2000年12月號集英社《Ribon原創》雜誌上出道，出道當時的她只是國中三年級的學生。
2001年，陸續在《Ribon原創》發表其他作品，遂有「高中生漫畫家」的稱號。
2002年，以《武士達令》（侍ダーリン）開始在《Ribon》初連載，其後連載《我心愛的主人》（ 2003年）、《仙人掌的秘密》（ 2004年）、《愛的木苺寮》（ 2005年）、《巧克力波斯菊》（ 2007年）也都沒有間斷過。
2005年，連載《愛的木苺寮》（ 2005年）時進入大學就讀，也有「大學生漫畫家」的封號。
2010年4月，開始連載《星塵★眨眼》（スターダスト★ウインク），這是春田菜菜首次使用CG繪圖的連載。
2018年，連載《六月的情書》

## 人物
- 喜歡貓，特別是黑貓。[1]
- 最喜歡的水果是桃子。[1]
- 興趣是買東西，特別是買書。
- 欣賞的藝人團體是w-inds.。
- 漫畫家好友有酒井真由、半澤香織等。尤其與酒井真由的關係良好，兩人曾在《仙人掌的秘密》（サボテンの秘密）卷尾合作插畫。
- 目前同樣在《Ribon》上連載的漫畫家雪丸萌曾經是她的助手。[2]
- 於2011年10月開始使用blog（部落格），而其blog並不是使用自己當第一人稱來寫，而是用自己筆下的人物春男（はるお）的角度來觀察春田菜菜的生活。

## 作品列表
| 作品（中譯）     | 日文原名 | 收錄、回數、集數                                                    | 備註                  |
| 愛的♥愛的記號    |          | 1話。於青春夢樂章單行本。                                           | 出道處女作。          |
| 綻放晴空的花朵   |          | 1話。於青春夢樂章單行本。                                           |                       |
| 愉快漾我心！     |          | 1話。於青春夢樂章單行本。                                           |                       |
| 青春夢樂章       |          | 1話。於青春夢樂章單行本。                                           | 第一本單行本。        |
| 天空色NO．藍     |          | 1話。於青春夢樂章單行本。                                           |                       |
| 武士達令         |          | 3話。單行本共1冊。                                                  | 在Ribon的第一次連載。 |
| 透明少女         |          | 1話。於武士達令單行本。                                             |                       |
| 甜心不KISS       |          | 1話。於武士達令單行本。                                             |                       |
| 我心愛的主人     |          | 5話。單行本共1冊。                                                  | 連載作品。            |
| 仙人掌的秘密     |          | 17話。單行本共4冊。                                                 | 連載作品。            |
| 甜蜜戀曲         |          | 1話。於仙人掌的秘密單行本第3集。                                    |                       |
| 淘氣小子         |          | 1話。於仙人掌的秘密單行本第4集。                                    |                       |
| 愛的木莓寮       |          | 21話+1話番外篇。單行本共5冊。                                       | 連載作品。            |
| 訂做一個王子     |          | 1話。於愛的木莓寮單行本第2集。                                      |                       |
| 聖誕節遇見天使   |          | 1話。於愛的木莓寮單行本第4集。                                      |                       |
| 巧克力波斯菊     |          | 15話+1話番外篇。單行本共4冊。                                       | 連載作品。            |
| YES or KISS      |          | 1話。於巧克力波斯菊單行本第2集。                                    |                       |
| 星塵★眨眼        |          | 49話，於《Ribon》2009年2月號開始連載。單行本11集完結（2013年6月）。 | 連載作品。            |
| 翼與螢火蟲       |          | 於《Ribon》2013年9月號開始連載。全11卷                              | 連載作品。            |
| 六月的情書       |          | 於《Ribon》2018年7月號開始連載。全3卷                               | 連載作品。            |
| 以命運之吻喚醒。 |          | 於《Ribon》2020年5月號開始連載。                                    | 連載作品。            |

- 收錄於單行本的短篇，多是在Ribon增刊號刊登的作品。

## 註腳
1. 1 2  2005年8月1日 Ribon官方網站採訪
2. ↑  《愛的木苺寮》第五集卷尾。

## 外部連結
- 春田観察日記 （页面存档备份，存于）（春田菜菜官方blog）